# Технологична иновационна система
Технологичната иновационна система е система, базирана на технологии, технологични концепции, тенденции и идеи, разработени в определено научното направление на иновационните изследвания, като това е термин, който се стреми да обясни вида (естеството), подвида и темпото на дадената технологичната промяна. Тоест Технологичната иновационна система може да се дефинира като една „динамична мрежа от действащи лица общуващи в специфична икономическа/индустриална среда, намираща се в определена институционална инфраструктура, и които са замесени в зараждането, разпространението и използването на технология“ 
Терминът Технологична иновационна система може да се използва при няколко (основно три) типа анализ: като на определена сфера от знание(я), в която се борави иновационно, но също така, предоставяща иновационен продукт или дори "артефакт", или за набор от свързани продукти и „артефакти, които имат за цел да удовлетворят определна обществена функция“.
Този подход, също и като вид разгърнат анализ, има приложение в обяснението защо и как иновациите и технологиите, например за устойчива енергия се развиват и разпространяват в дадено общество, в техните множество варианти, и видове, и техния потребителски отзвук.

## Развитие на идеята
Идеята за Технологична иновационна система е първоначално въведена като част към едно общо теоретично, но и практично движение (течение) наречено система за иновация. Водещата идея зад това е, че определящите фактори за технологичен напредък (който е желан) и (необходимата) промяна не се намират само в дадените (налични) и вече дефинирани по икономически области, тоест определени бизнес аналитично компании или също така изследователски институти, но много повече и в една по-широка обществена среда и мрежа, в която компаниите, виртуалните групи, особено виртуалните работни групи, както и институциите, са свързани в общата работа за технологичен прогрес и напредък. От 1980 насам изследванията върху иновационните системи отбелязват влиянияето, което обществените структури оказват върху технологичната промяна, съответно косвеното им влияние върху дългосрочното икономическо развитие на държави, сектори и технологични отрасли.
Използването на идеята за Технологичните иновационни системи има за цел да подпомогне иновациите, също така анализира и оцени развитието на конкретни и определени технологични сфери и отрасли, както като цяло, така и от гледна точна на техните структури, както и процесите, които ги поддържат, подпомагат или може да са налични, съществуват като възпрепятстващи. Тоест при това съществуват поне две срещуположни аналитични или анализиращи страни, както и техните участници, които са експерти в информационната и технологична област, също професионалистите, представителите на технологични организации и институции, както и потребителите, които използват Технологичната иновационна система дори над другите подходи за иновации.
На първо място в идеята за Технологичната иновационна система се подчертава, че стимулиранете на информационния мениджмънт и „потоците от знание“ е основа, но понякога не е достатъчно за предизвикването на технологична промяна от типа на "технологична революция" или пък в това да резултира спонтанно или като импулс за обширно икономическо компетитативно представяне, тя е само предпоставка, макар и усъвършенствана и върху която често е работено много, и то с международно участие. Съществува, разбира се, нуждата за университеското експертно преподаване, за да се пристъпи към използване на този тип знание, както и наличието на актуална съвременна авторова оригинална и експертна литература, която да даде основата за това, за да може едва по-късно се създадат и нови бизнес възможности, базиращи са иновационните системи, много често, макар не винаги, за това се грижат самите компании, които в някои случаи осигуряват актуална и на добро ниво литература (техническа, а не художествена), както и работни места за съответните виртуални работни групи, което се отнася и за институциите. Така се набляга на важността на хората като създадели и източници на иновации, които със своите експертни знания, работейки в групи, са способни да съдействат и формират иновационни и технологични иновационни системи, на базата на възложени технологични ресурси, макар това да е нещо, което понякога се пропуска от някои макро-ориентирани, дори национални или секторни подходи на институции за иновации.
Също така, на второ място, Технологичната иновационна система често се фокусира в своя анализ и върху динамиката на системата, за да осигури иновационни среди за виртуалните работни групи. Наличието, присъствието, подпомагането, комуникацията и сътрудничеството, в ресурси, технологични и финансови, като съсредоточаването върху предприемачески дейности трябва да окуражава експертите и учените да мислят за, работят върху и подпомагат със своята работа Технологичнити иновационни системи като нещо, което от една страна е ongoing, но също трябва и да има своят continuation и така да съгради във времето множество експертни резултати. Това вече е предложено от Карлсо и Станкйевич:

‘Технологичните иновационни системи се определят на база поток на знание/компетенции отколкото потока на обикновени стоки и услуги. Те се състоят от динамични мрежи на знания и компетенции. В присъствието на предприемач и достатъчно голяма критична маса такива мрежи могат да бъдат превърнати в групи за разработка, т.е. синергични струпвания на фирми и технологии в индустрия или група от индустрии.’

Тоест, в едно с работата на експертите в ИТК, Технологичната иновационна система може да бъде анализирана от гледна точка на нейните компоненти, като присъщи, или локално характерни, или от гледна точка на динамиката ѝ (или липсата на такава, в някои случаи, при присъствието на неекспертни потребителски любители), според възможностите на работните групи. Двете насоки са обяснени по-надолу:

## Структура
Системните компоненти на Технологичната иновационна система се наричат структури. Те представляват статична страна на системата, тъй като са сравнително стабилни. Могат да бъдат различени три основни категории:
- Участници: Действащите лица включват организации, които допринасят към технологията като разработчици или ползватели или индиректно като регулатори или инвеститори, и т.н. Действащите лица са тези, които всъщност чрез решения и действия генерират, разпространяват, и използват технологии. Потенциалното многообразие от действащи лица е огромно, като те могат да бъдат от частния или публичния сектор, или да бъдат разработчици на технологии или ползватели на технологии. Разработването на Технологична иновационна система ще зависи от взаимоотношенията между действащите лица. Например, предприемачите не са склонни да инвестират в бизнеса си ако правителствата нямат намерение да ги подкрепят финансово. И обратно, правителствата нямат никаква идея къде е необходима финансова помощ ако предприемачите не им предоставят необходимата информация, чрез която да легитимират политическа поддръжка.
- Институции: Институционалните структури са в основата на Технологичната иновационна система.[9] Често институциите се възприемат като „правилата на играта в едно общество или, по-формално, (...) границите начертани от човек, които оформят човешките взаимовръзки.’[10] Може да се направи разлика между официалните и неофициални институции: официалните са правилата записани и налагани чрез някакъв авторитет, а неофициалните са неписани и се оформят от общото взаимодействие между действащите лица. Неофициалните институции могат да бъдат нормативни или когнитивни. Нормативните се обществени норми и ценности, които имат морално значение, докато когнитивните са общи умствени рамки, или обществени парадигми. [11] Пример за официални институции са правителствените закони и политическите решения; разпоредби и договори също спадат към официалните. Пример за неофициални институции е отговорността, която една компания изпитва към превенцията или изчистването на замърсявания. Когнитивните правила са евристичните методи или методите за разрешаване на проблеми. Те също включват доминиращите възгледи и очаквания на действащите лица.[12][13]
- Технологични фактори: Технологичните структури се състоят от артефакти и технологичните инфраструктури, в които те са вградени. Те също така включват технико-икономическите функции на такива артефакти като разходи, безопасност, надеждност. Тези свойства са важни за разбирането на обратните връзки между технологичната промяна и институционалната промяна. Например, ако схемите за финансиране на проучвания и разработки, с които да се стимулира развитието на технологиите, имат за резултат подобрения при безопасността и надеждността на различни приложения, то това би довело до по-сложни схеми за стимулиране, включително практически демонстрации. Това от своя страна може да доведе до още по-големи технологични подобрения. Трябва обаче да отбележим, че технологичните аспекти често се пренебрегват от учените.[14]

Структурните фактори са просто елементи от системата. В една истинска система тези фактори са свързани помежду си. Ако те оформят тесни конфигурации се наричат мрежи. За пример би могла да послужи сдружение от фирми, които работят заедно върху приложението на горивната клетка, водейки се от редица методи за разрешаване на проблеми, и които са финансирани чрез програма за субсидии. Асоциации на индустрии, изследователски общества, връзките потребител-доставчик са все примери за мрежи.
Анализът на структурите обикновено дава поглед върху характеристиките на системата – конфликтите и допълващите се елементи – които представляват стимуланти и пречки за разпространението на технологиите в даден момент или в даден период от време.

## Динамиката на Технологичните иновационни системи
Структурите включват елементи, които са сравнително стабилни във времето. Въпреки това при много нови технологии, особено при тепърва настъпващите, тези структури не са изцяло развити. Поради тази причина учените обогатиха наличната литература върху Технологичните иновационни системи с изследвания, които са фокусирани върху изграждането на структури. Водещата идея на този подход е да се вземат предвид всички действия, които допринасят за разработването, разпространяването, и използването на иновациите като функции на системата. Тези функции на системата трябва да се разбират като видове дейности, които влияят върху изграждането на Технологичната иновационна система. Всяка функция може да се изпълни по различен начин. Основното е, че за да може системата да се развие тя трябва да изпълни всички системни функции. Съществуват различни „списъци“ със системни функции. Автори като Bergek et al., Hekkert et al., Negro and Suurs предоставят полезни обобщения. Тези списъци имат много прилики, а различията се крият главно в специфичния начин за събиране на дейности. По-долу има пример за такъв списък.
Трябва да се отбележи, че някои дейности имат негативен ефект върху системата. Тези негативи могат да доведат до (частичен) крах на системата.

### Функции на системата

#### Седем функции на системата
За пояснение седемте функции дефинирани от Suurs са обяснени тук:
1. Предприемачески дейности: Класическата роля на предприемача е да превърне знанието в бизнес възможности и евентуално иновации. Предприемача извършва това чрез пазарно ориентирани експерименти, които установяват промяна едновременно в зараждащата се технология и в институциите около нея. Предприемаческите дейности включват проекти, чиято цел да докажат изгодата от технологията в една практическа и/или търговска. Такива проекти обикновено има формата на експерименти и демонстрации.
2. Разработване на знание: Функцията за разработване на знание включва учебни дейности, най-често за настъпващата технология, но също и за пазарите, мрежите, потребителите и т.н. Съществуват различни видове учебни дейности като най-важните категории са учене чрез търсене и учене чрез правене. Първата се отнася за дейности в елементарната наука, докато втората включва учебни дейности в практически контекст, например във формата на лабораторни експерименти или тестови периоди.
3. Разпространение на знание / Обмeн на знание: Характерната организационна структура на Технологичната иновационна система е тип мрежа. Основната функция на мрежите е да поддържат размяната на знание сред всичките действащи лица в нея. Действията за разпространение на знание включват партньорства между участниците, разработчиците на технологии, например, но също срещи от типа работилници и конференции. Важността на разпространението на знание идва от идеята на Lundvall за интерактивното обучение като причина за съществуването на всяка иновационна система. [20] Подходът за иновационна система ясно показва, че иновациите се случват само когато участници от различни сфери комуникират. Специфична форма на интерактивно обучение е обучението чрез използване, което включва обучителни дейности основани на опита на потребителите на технологични иновации.
4. Ръководене на търсенето: Ръководенето на търсенето се отнася за дейности, които оформят нуждите, изискванията и очакванията на участниците с оглед на тяхната (продължаваща) поддръжка на настъпващата технология. Ръководенето на търсенето се отнася за индивидуалните решения свързани с технологията, но може да приеме формата на институции. Също така се отнася за обещанията и очакванията изказани от различните участници в общността. Ръководенето на търсенето може да бъде позитивно или негативно. Позитивното ръководене означава събирането на позитивни сигнали – очаквания, обещания, директиви – в една определена насока на технологично развитие. Ако е негативна тя би била връщане назад или по-лошо: отхвърлянето на разработката изцяло. Това събиране е важно, тъй като обикновено различни технологични опции съществуват в изграждащата се технологична сфера, и всички изискват инвестиции, за да може разработването да продължи. Тъй като обикновено ресурсите са ограничени важно е определени цели да се бъдат избрани. Все пак без фокус ще се създаде прахосване на ресурсите и така ще се възпрат всички опции за развитие. От друга страна твърде много целенасоченост може да доведе до загуба на разнообразност. Една здравословна Технологична иновационна система ще бъде балансира създаването и намаляването на разнообразието.
5. Създаване на пазари: Не може да се очаква от настъпващите технологии да се конкурират с вече съществуващите. За да се стимулира иновацията е необходимо да се създадат изкуствени пазари (ниши). Функцията за създаване на пазари включва тези дейности, които допринасят за създаването на търсене за новите технологии, например чрез финансова подкрепа при използването на нови технологии или чрез данъчно облагане при използване на конкурентни технологии. Създаването на пазари е особено важно в сферата на технологиите за възобновяема енергия, тъй като обикновено в нея съществува силна норматива легитимация за намесата в пазарната динамика.
6. Мобилизация на ресурсите: Мобилизацията на ресурсите се отнася за канализирането на финансовия, и човешки капитал, и капитала на материалната база. Достъпът до тези капиталови фактори е необходим за всички останали разработки. Типичните дейности свързани си тази системна функция са инвестиции и субсидии. Те могат също да включват използването на такива инфраструктури като системите за обучение, големите предприятия за проучвания и разработки, и инфраструктурите за презареждане. В някои случаи мобилизацията на земните ресурси също е от значение – биомаса, нефт, природен газ. Мобилизацията на ресурсите представлява основна икономическа променлива величина. Нейната важност е очевидна: една нова технология не може да се поддържа ако не съществуват финансови или естествени начини за това или ако няма действащи лица с необходимите умения и компетенции.
7. Поддръжка от сдружения за защита: Настъпването на нови технологии обикновено води до съпротива от страна на действащи лица, участващи в сегашната енергийна система. За да може Технологичната иновационна система да се развие други участници трябва да противодействат на тази инерция. Това може да се случи чрез настояването пред управленските структури да се организира наново институционалната структура на системата. Функцията на Поддръжката от сдружения за защита включва политическо лобиране и съветващи дейности от страна на заинтересованите групи. Тази функция може да се смята като специална форма на Ръководене на търсенето. Все пак лобитата и съветите са молби в полза на определени технологии. Основната характеристика, която отделя тази категория е, че сдруженията не притежават властта, както правителствата, да променят официалните институции директно. Вместо това те използват силата на убеждението. Идеята за групите за защита се основава на труда на Sabatier, които въвежда идеята в контекста на политическите науки.[21] Структурните промени в една система са резултат от конкуриращи се групи с отделни системи от ценности и идеи. Резултатите се определят от политическите сили.

### Натрупване на знания и въпроси относно Технологичните иновационни системи
Още в средата на 20 век Carlsson и Stankiewicz въвеждат Технологичната иновационна система като термин и идея за ИТК фунтциониране, и все повече учени, разбира се, се интересуват, особено днес от характеристиките на възможностите за динамика, технологична динамика, които са способни да предоставят експертите, и разбира се в България. Повтаряща се тема в техните разработки е идеята за натрупващите се нужди и причини да се предоставят ресурси на експертите, за да работят в областта.
В този контекст натрупващите се причини е този феномен, който означава, че изграждането на Технологичната иновационна система се ускорява с течение на времето чрез интеракцията и подкрепата на различните системни функции. Например успешната реализация на изследователски проект, допринасящ за Развитието на знанието, може да доведе до високи очаквания, допринасящи за Ръководенето на търсенето сред законодателите, което от своя страна може да доведе да стартирането на програма за субсидии, подкрепяща Мобилизацията на ресурсите, което да стимулира още повече изследователски дейности: Развитие на знанието, Ръководене на търсенето, и т.н. Функциите на система могат да си влияят и „надолу“. В този случай взаимодействията ще доведат до несъвместими разработки или до дяволски кръг. В последно време учените често обръщат внимание на въпроса дали натрупващите се причини могат да бъдат установени, често фокусирайки се върху сегашното разработване на устойчиви енергийни технологии.

### Възприемането на нови технологии и възможности
За да подобрят конкурентоспособността си и поддържат устойчивостта си фирмите се нуждаят от нови технологии и възможности. В тази ера на бързо-случващи се иновации и все по-голямо усложнение за фирмите е трудно да се развият вътрешно и да останат конкурентни. Сливането, придобиването и партньорствата са едни от начините за постигане на това, но главната движеща сила е желанието за сдобиване с ценни ресурси. Много изкупувания не успяват до постигнат целите си и резултатът е лошо представяне заради неправилно използване.
1. Неясната документация и променящото се неразписано знание затруднява преноса на информация по време на придобиването.
2. За закупената фирма символичната и културна независимост, които са основата на технологията и възможностите, са много по-важни от административната независимост.
3. Задълбочен обмен на знания и интеграция е трудно осъществим, когато закупената фирма е голяма и с високи показатели.
4. Управлението на висшите кадри от закупената фирма е от изключителна важност, с оглед на промоции и бонуси, за да се използва техния талант и да се оцени техния опит.
5. Прехвърлянето на технологии и възможности е най-трудната задача за управление заради усложнения при извършването на изкупуването. Рискът от загуба на неразписано знание е винаги свързан с бързото темпо на придобиване.

Запазването на неофициално знание: служителите и литературата са винаги деликатни по време и след изкупуването. Стратегическото управление на тези ресурси е много важен фактор за успешното придобиване.
Увеличаването броя на придобиванията в глобалната бизнес среда ни прикани да оценим внимателно основните участници в придобиването преди стартирането. Важно е купувача да разбира естеството на тази връзка и да използва знанието си в негова изгода. Спирането е възможно само тогава, когато ресурсите са обменени и управлявани без да се въздейства на тяхната независимост.